# Kyriaki Liosi
Kyriaki Liosi (griechisch Κυριακή Λιόση; * 30. Oktober 1979 in Athen) ist eine ehemalige griechische Wasserballspielerin.

## Karriere
Liosi gewann mit der Griechischen Olympiamannschaft bei den Olympischen Sommerspielen 2004 in Athen die Silbermedaille. Im Folgejahr gewann sie mit der Griechischen Nationalmannschaft die Weltliga in Kirischi. 2008 nahm sie ein zweites Mal an Olympischen Sommerspielen teil und belegte Rang acht. 2011 wurde sie Weltmeisterin mit der griechischen Mannschaft.
Auf Vereinsebene spielte sie für Olympiakos SFP (1998–2003), ANO Glyfada (2003–2005) und den NC Vouliagmeni (2005–2013). 